# Elisabeth Soligny
Jeanne-Elisabeth Soligny, artistnam Mlle Le Clerc, född Malter 1749, var en fransk balettdansare. Hon var en framstående dansare (premiärdansös) och balettmästare vid den Franska Baletten i Sverige 1764–1771 och som premiärdansös vid den Kungliga Baletten 1773–1782. 

## Tiden i Sällskapet Du Londel
Elisabeth Malter var syster till Marie Jeanne Frossard, som tillsammans med sin make Louis Frossard var anställd vid Sällskapet Du Londel i Sverige. Hon anställdes inom Sällskapet Du Londel och debuterade som balettdansös i Sverige i november 1764. Hon antog då sin mors namn Le Clerc som artistnamn.           
Hon beundrades för sin skönhet och grace. Hon blev också känd för sina förhållanden och var älskarinna åt Arvid Horn, som gynnade hennes karriär, därefter åt Claes Julius Ekeblad, och sedan åt Frankrikes ambassadör i Sverige, de Breteuil. Hon ska också ha blivit gravid med Carl De la Gardie. Hon gifte sig med skådespelaren och hovlektören Pierre-Claude Soligny den 18 januari 1770.  
Hon blev både premiärdansös och balettmästare och var en av de mest framstående medlemmarna i den franska truppen. Den 25 januari 1768 hade hon en så kallad beneficieföreställning, vilket betydde att hela inkomsten från en föreställning gavs till henne ensam, något som normalt bara tillkom en teaters absoluta stjärnor. Den franska teaterns föreställningar avslutades ofta med en balett, och Soligny gjorde många solistframträdanden. Under baletterna brukade hon alternera med sin syster och Marguerite Morel med att dansa med Louis Gallodier och Louis Frossard. Hon uppträdde också ofta med Gustav Badin, som inte var anställd vid teatern men ofta medverkade vid dess föreställningar. Som dansös beskrivs hon som den främsta rivalen till Marguerite Morel.  
År 1771 upplöstes den franska teatern i Sverige och dess medlemmar lämnade landet. Bland dem som lämnade Sverige var hennes make, som gjorde succé på Comédie-Italienne i Paris 17 februari 1773.

## Tiden på Kungliga Baletten
Då Louis Gallodier fick i uppdrag att skapa den Kungliga Baletten 1773, utgjordes majoriteten av dess medlemmar av dansarna från den franska truppen, varav vissa stannat kvar och vissa nu kallades tillbaka. Orsaken var att det i Sverige fanns få inhemska yrkesdansare, och hon var länge den enda premiärdansösen vid Kungliga Baletten. 
Soligny utgjorde tillsammans med Ninon Dubois Le Clerc, Marie-Renée Frossard och Louis Frossard de främsta av dessa. Hon blev Gallodiers främsta danspartner. Hon betecknades som en "danseuse noble", vilket var en av den dåvarande balettkonstens tre genrer. Den nobla genren var den tekniskt mest avancerade och bestod av den klassiska och formalistiskt fulländade, och den hade högst status, även om den inte brukade vara den mest populära bland publiken. Hon hade vid denna tid en uppmärksammad relation med hovmarskalken Henrik Jacob von Düben, med vilken hon fick en dotter. Hon hade en framgångsrik karriär vid baletten och betalade överflödskatt för sin bostad vid Rosenbad år 1780.  
Soligny förlorade sin plats i baletten år 1783. Carl von Fersen, som vid denna tid hade blivit överintendent för baletten, ville utesluta artister som endast behärskade en genre och ville även att alla artister skulle ta elever, vilket Soligny inte ville tillmötesgå.  
Hon sägs sedan ha tvingats livnära sig som "galant dam", det vill säga lyxprostituerad. Det är möjligt att hon var samma person som den "Solinia kallad Paddan" på Västerlånggatan som finns upptagen över  Petter Wessmans lista över prostituerade från år 1786.